# 屯門新市鎮

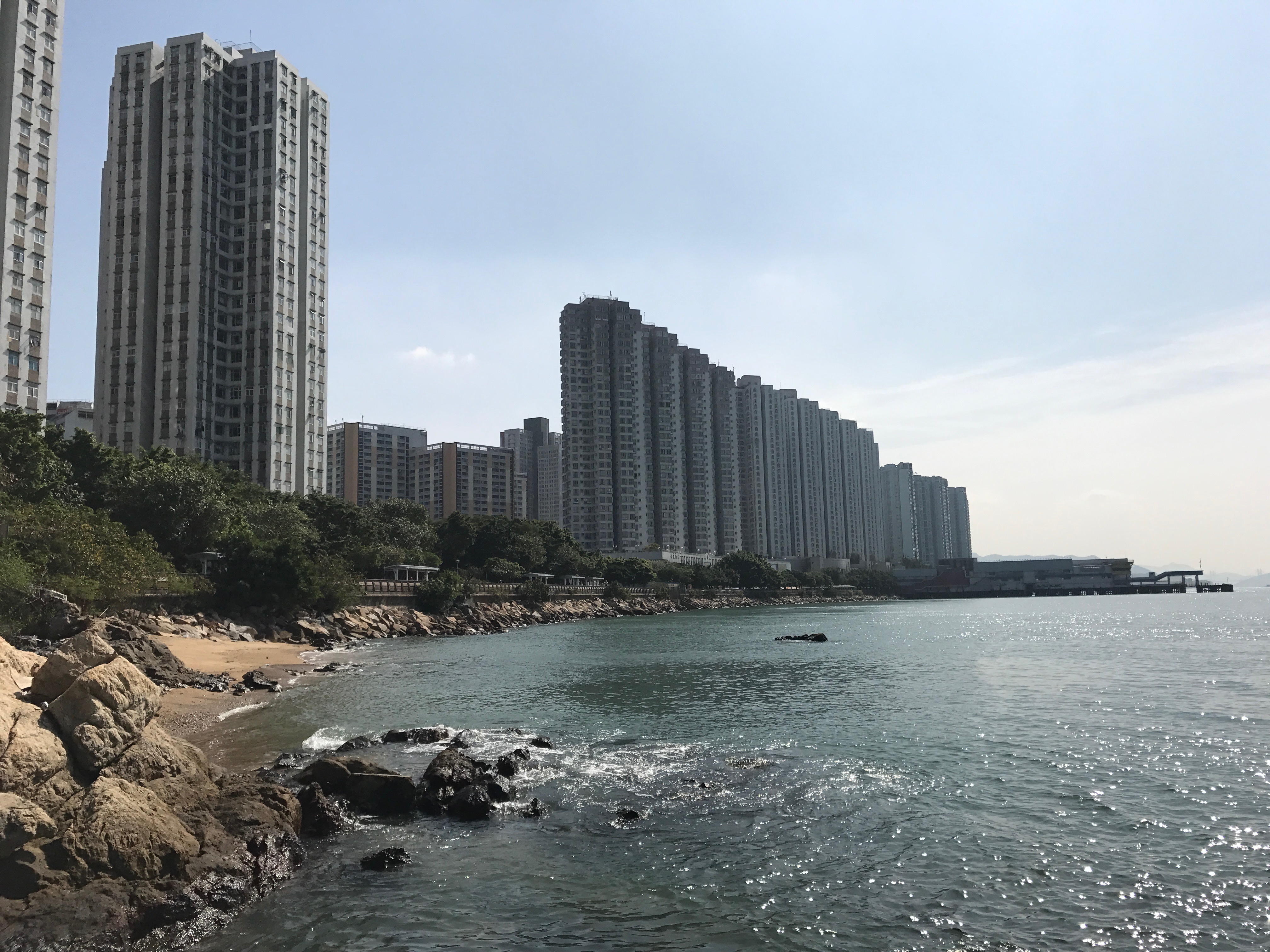
屯門蝴蝶灣

屯門新市鎮（英語：Tuen Mun New Town）位於香港新界西部，是香港的新市鎮之一，人口約為50萬。1972年，原名為青山新市鎮的新市鎮正式易名為屯門新市鎮。現時屯門區所有公共房屋、絕大部分公共設施都位於屯門新市鎮範圍之內。

## 地理

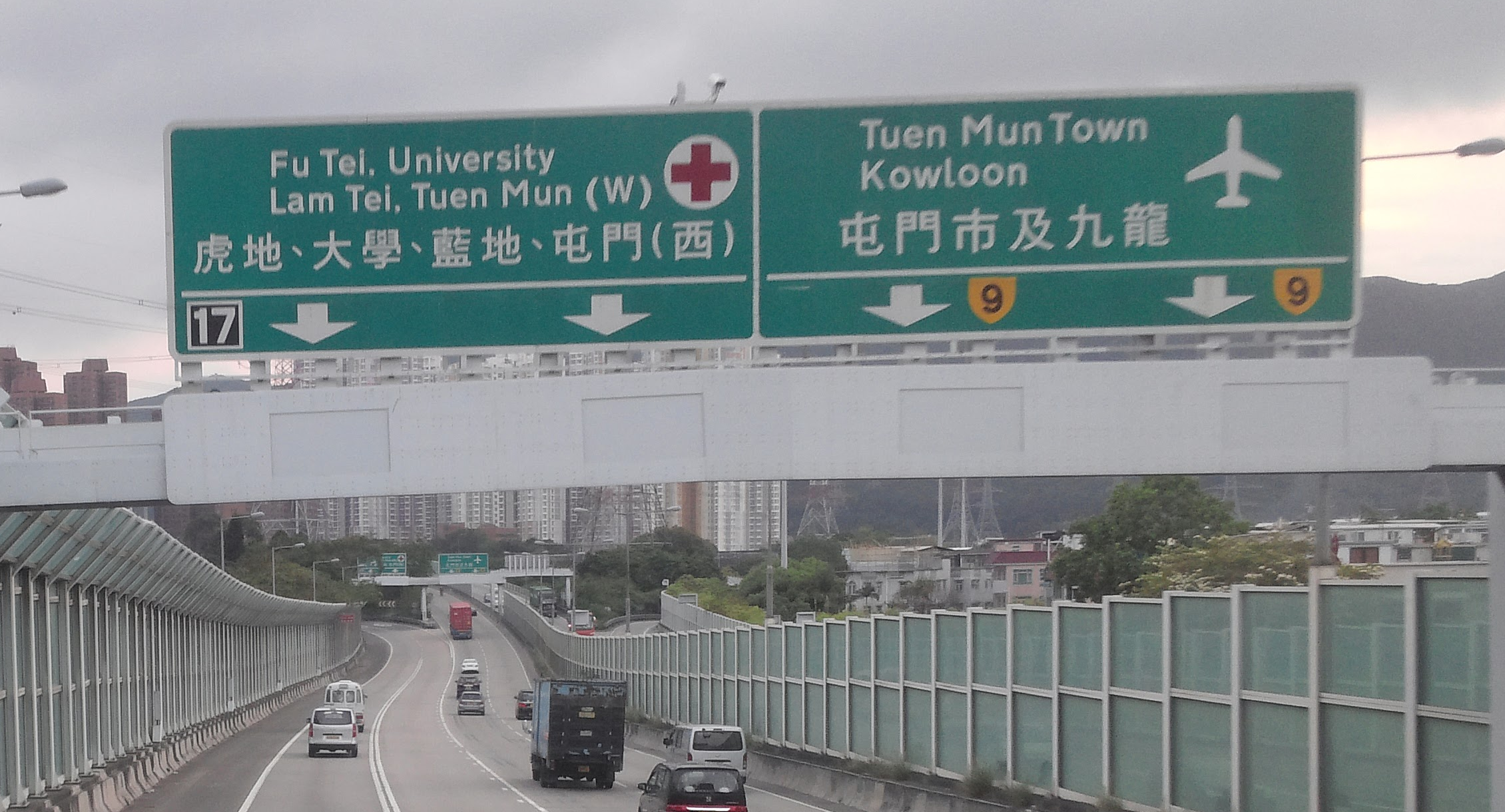
何謂「屯門市」並無準確定義，大概是指屯門新市鎮的中心地帶

屯門新市鎮範圍主要包括青山灣填海區及青山與九逕山之間的谷地，北至鍾屋村、東至小欖、西至踏石角，中間有屯門河穿過，包括的地方有屯門、藍地、亦園、掃管笏、小冷水、望石等，總發展面積大約為 3,259 公頃，其中大部份土地面積來自填海。屯門新市鎮亦是屯門區的中心城區，因此亦有人將屯門新市鎮稱為屯門市，以和屯門區區別。

## 歷史

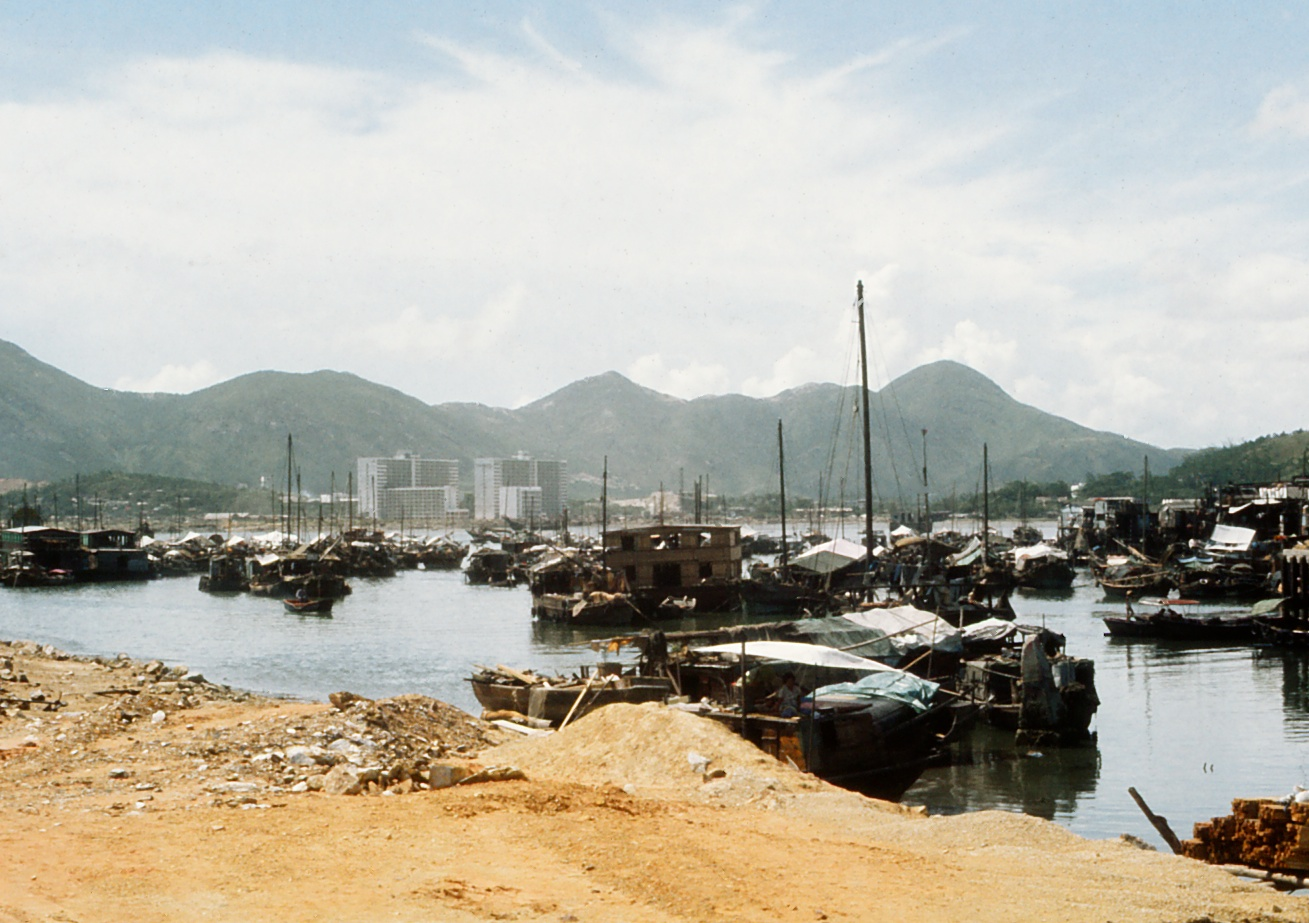
1971年的青山灣，後方為剛落成的新發邨

二次大戰後香港人口不斷增加，在20世紀60年代香港當時的人口約為420萬，市區變得擠逼，香港政府便積極推行分散市區發展的政策，發展新市鎮計劃展開。
1965年，政府正式把屯門列入未來的衛星城市（後改稱為新市鎮）。1970年代，屯門發展工程開始。直至1971年5月，政府宣佈收回初步設計方案。1972年，為了方便認識了屯門這名字數百年的海員，於是把該區更名為屯門區。同年9月，屯門區新的設計正式發表。1973年12月24日政府宣佈發展屯門為新市鎮，為配合十年建屋計劃，政府投放60億元於發展屯門區，同時由於屯門區遠離市區，於是再投放3億5千萬元於道路網絡興建上。經過40多年的發展，屯門新市鎮的人口已達到接近50萬。

## 規劃
屯門新市鎮按「同心圓模式」的新市鎮理念規劃，中央是大型商業區及重要社區設施、之外是工業區、最外圍再設立住宅區（各住宅區有自己的中小型商業購物區或商場）。設置工業區的目的是讓區內居民可就近工作，毋須長途沷涉到區外上班。但隨着香港工業式微，經濟漸以服務業、金融業為主導，而該等行業主要集中於香港市區，故現時大部份居民均要跨區就業。

## 城市景觀

屯門新市鎮及青山之美麗夜色

## 分區
屯門新市鎮中有多個不同的發展區，規劃署把屯門新市鎮劃分為2A至59區，但屯門區居民大多有自己的粗略分區方法，部份以其附近輕鐵站的名稱為名：

### 屯門河以東
- 虎地：

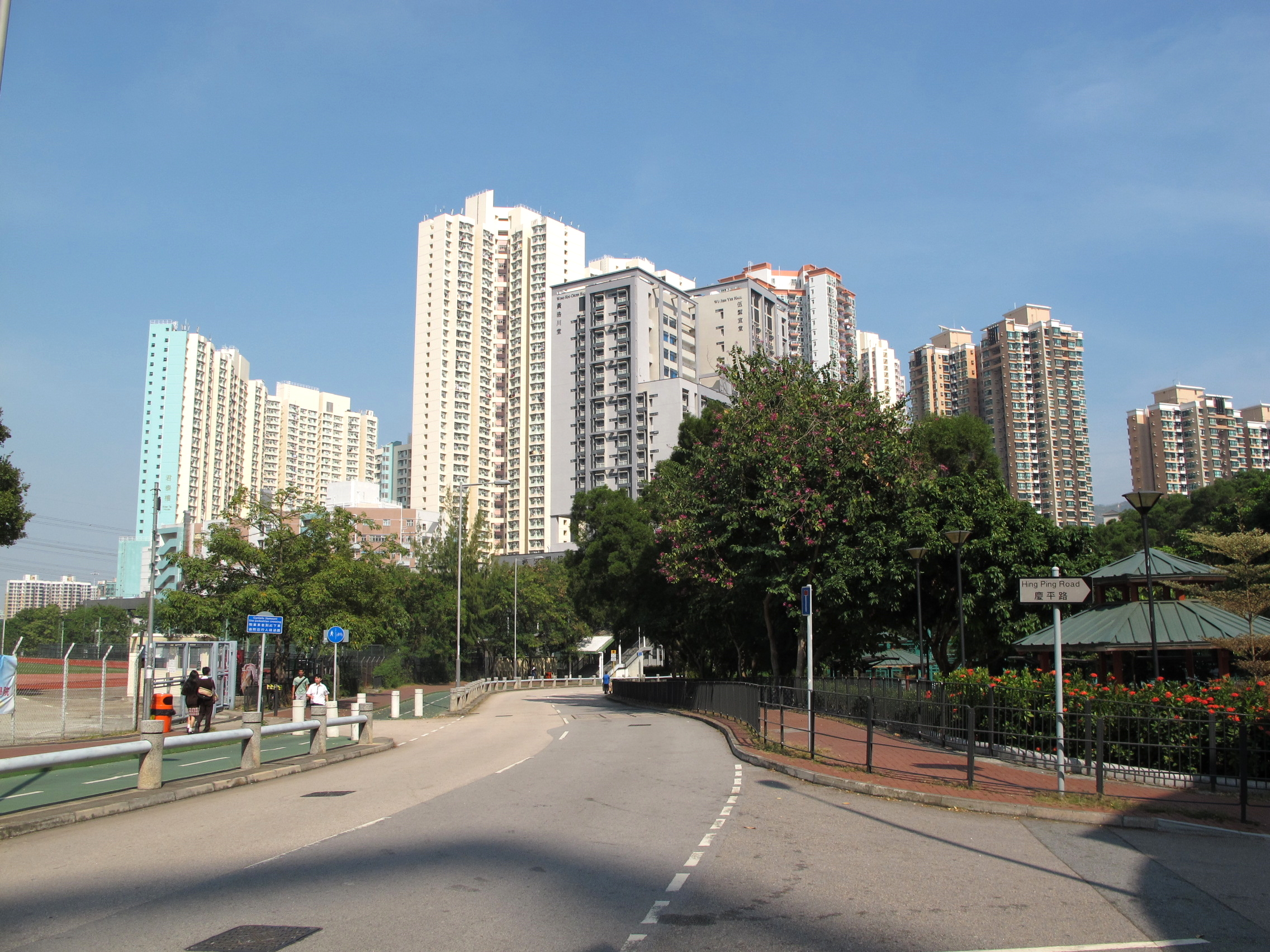
虎地於2000年代初發展為住宅區

位於輕鐵鳳地站以北及藍地交匯處以南的屯門河以東的區域，屬於屯門新市鎮內較新發展的一塊土地。嶺南大學、公共屋邨富泰邨及一些2000年代新建的私人屋苑，包括疊茵庭、名賢居、倚嶺南庭及聚康山莊座落該區。與置樂一樣，輕鐵網絡並沒有延伸至此區域。
- 景峰（又名紅橋）：

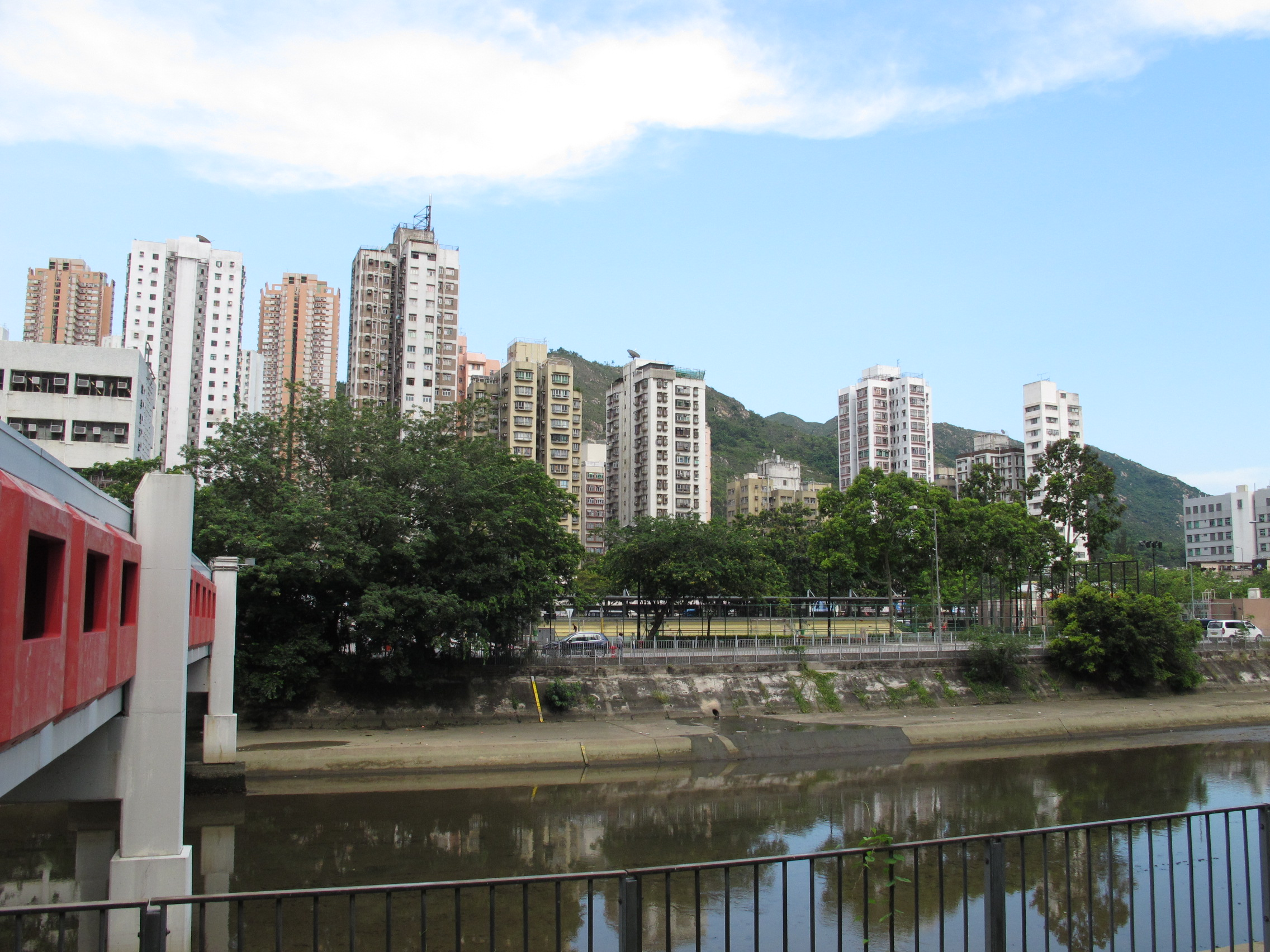
從屯門河看紅橋的單幢住宅樓宇

位於新墟站以北及鳳地站以南，為繼屯門新墟於1970年的發展後，第二個發展的土地。區內主要以單棟私人屋苑為主，屋苑基座亦設商場，唯大部份已業權分散，部份商場現主要用作老人院及教會，有部份商場亦已空置多年。大多屋苑亦欠缺監管，平台均出現僭建問題。此外，由於當地規劃將屋苑之間的行人路下作為渠口，引起不少衛生問題，老鼠及害蟲經常在晚間於行人路出沒。該處原設廣財街市（已拆卸），但因使用率低，已於2008年起關閉至今。
- 屯門新墟：

為杯渡路以北、新墟站輕鐵站以南及屯門河以東的區域。區內有舊式墟市——屯門新墟，以及一些私人屋苑，並設有社區會堂、圖書館和體育館，是屯門最早發展的中型住宅社區。
- 屯門市中心：

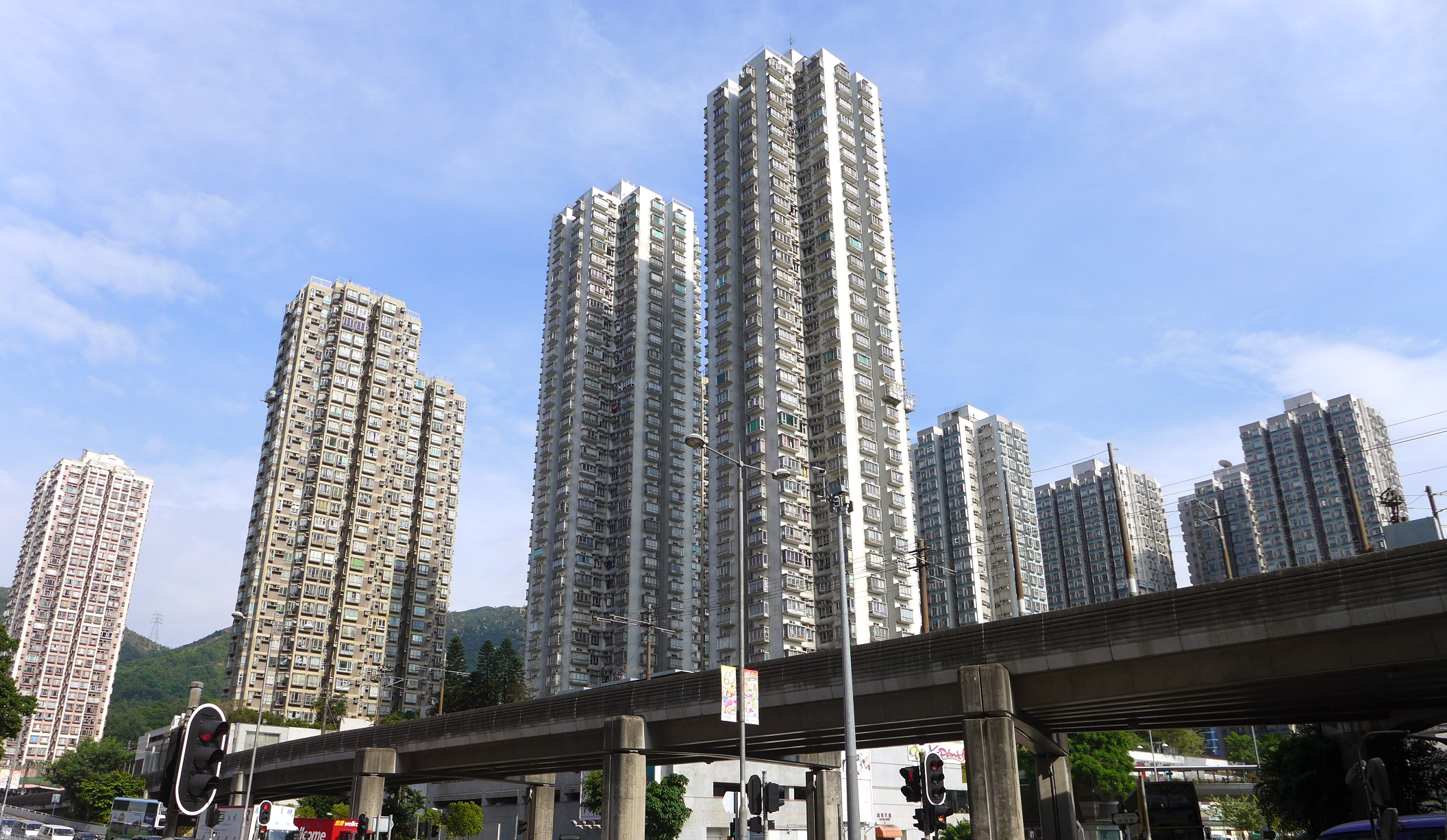
屯門市中心的高層住宅

屯門市中心是屯門新市鎮以至整個屯門區的心臟地帶，該區人流如卿，商業活動頻繁，同類例子有沙田市中心。屯門市中心土地是從青山灣填海得來。屯門市廣場、屯門大會堂、屯門公共圖書館、屯門中央郵政局、屯門政府合署和屯門法院等購物場所和公共設施均座落該區。屯門市廣場一、二期亦與屯門時代廣場、華都花園、新都大廈、錦薈坊、屯門栢麗廣場和V city七個購物中心互相連接。屯馬綫屯門站亦位於屯門市中心旁。
- 友愛、安定：

南起海榮路，北至屯興路，東至屯門公路，西至屯門河由皇珠路起至屯門鄉事會路之間的區域（即兆麟街範圍），土地是從青山灣填海得來。公共屋邨友愛邨及安定邨座落該區，亦包括居屋屋苑兆麟苑（有時會併入三聖區）。由於位置相近，區內居民大多會共同使用市中心區的設施。從前更有友愛邨公共圖書館。
- 置樂：

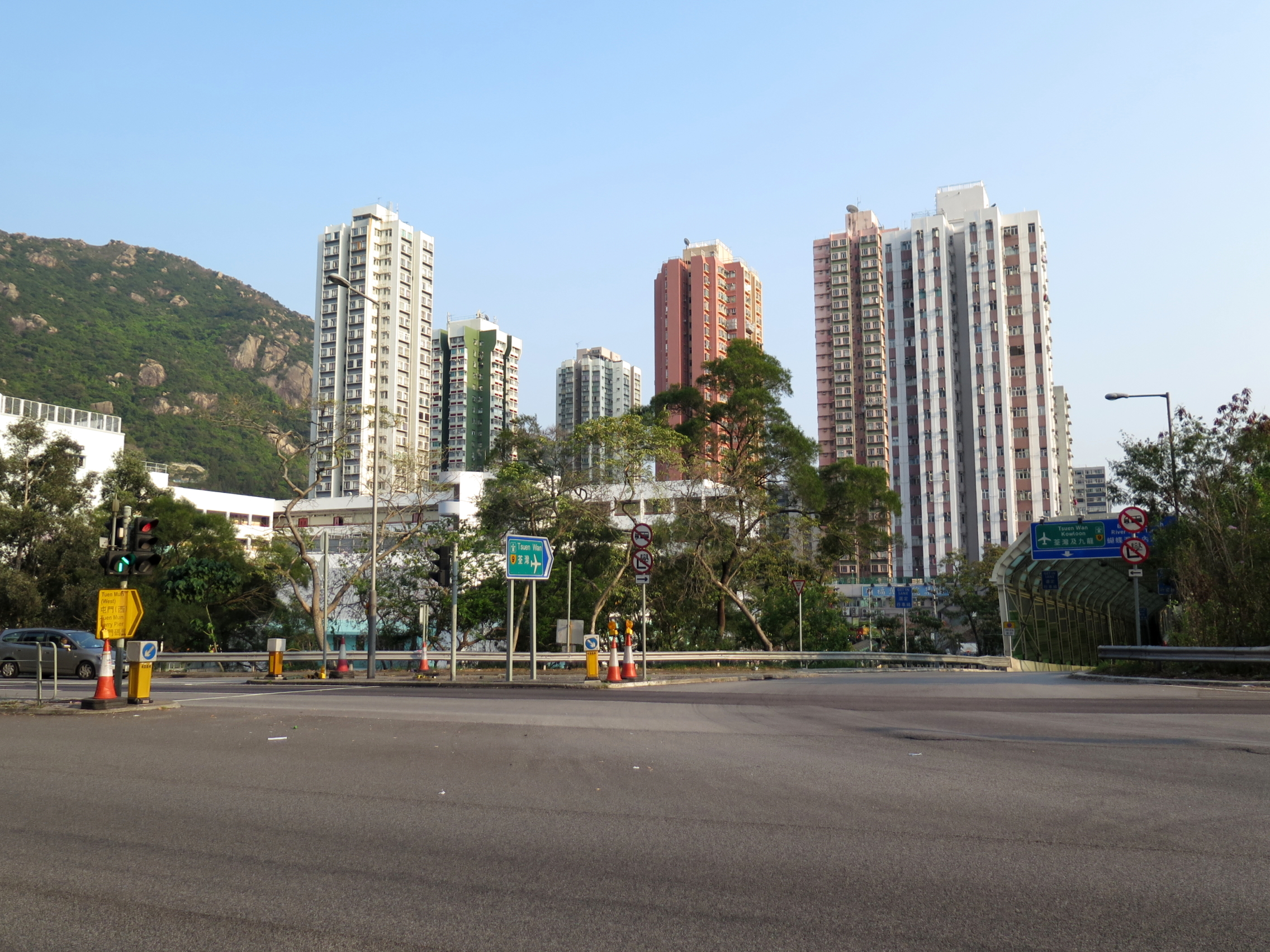
「置樂」住宅區一帶的私人住宅，設多座單幢住宅樓宇

位於屯門公路以東，北至屯興路，土地是從青山灣填海得來，於1980年代發展為一中型住宅社區，由於置樂花園處於該區而多被居民稱為「置樂」，輕鐵網絡並沒有延伸至此區域。該區亦有單幢式公共屋邨顯發邨。
- 豐景園：

位於皇珠路以南，屯門鄉事會路以西，屯門河以東的區域，因屋苑豐景園於1990年入伙和以其命名的輕鐵站而得名。區內亦有多座私人屋苑，如海典軒、南浪海灣、嘉悅半島、御海灣；居屋翠寧花園、兆翠苑；商業大廈屯門中央廣場和公共設施屯門泳池、友愛體育館及電話機房等。
- 三聖、青山灣、黃金海岸：

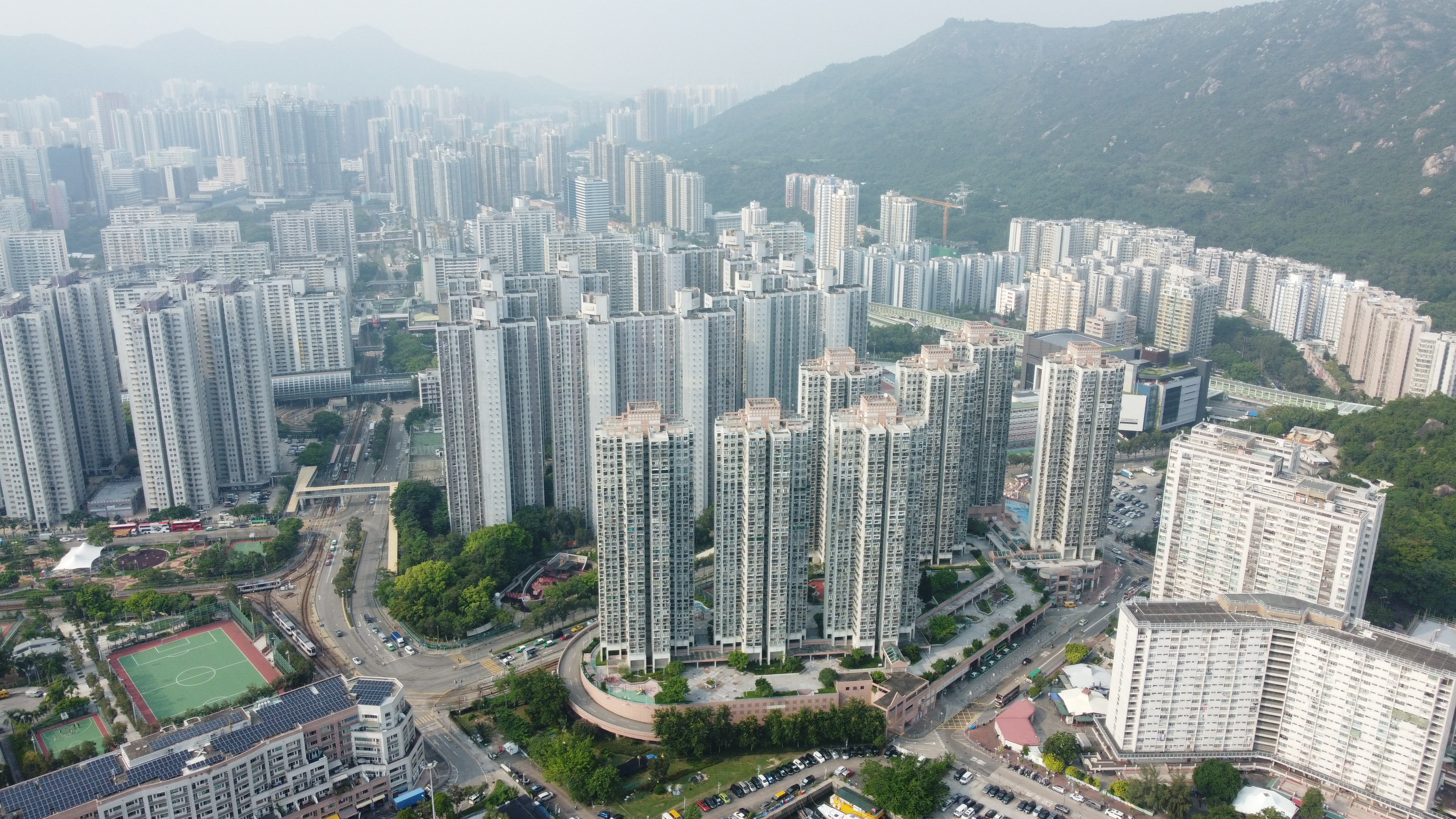
三聖一帶的住宅

青山公路青山灣段的沿路區域，包括青山灣、黃金海岸、恆福花園和三聖邨等地。

### 屯門河以西
- 蝴蝶灣：

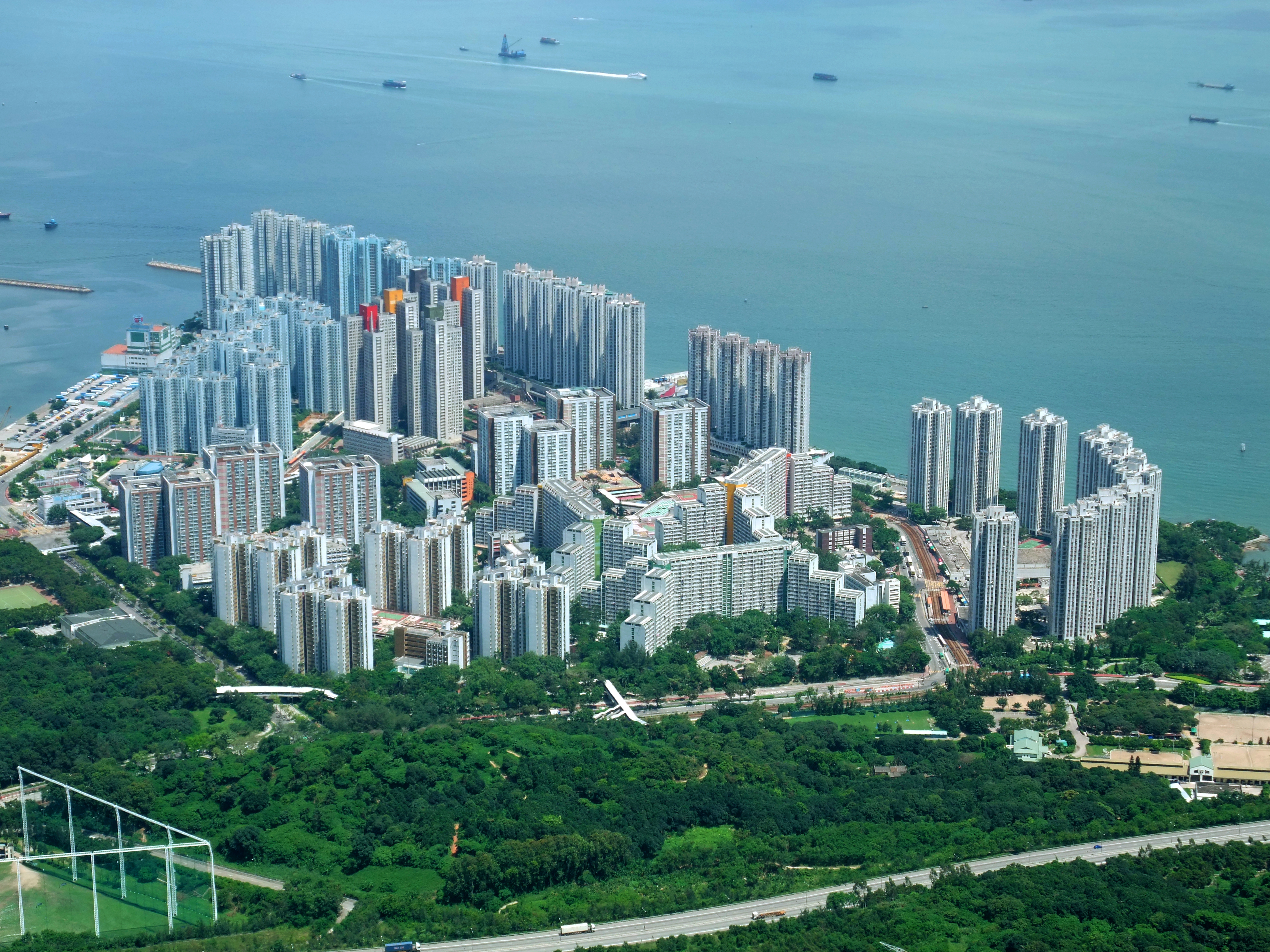
蝴蝶灣一帶的建築群

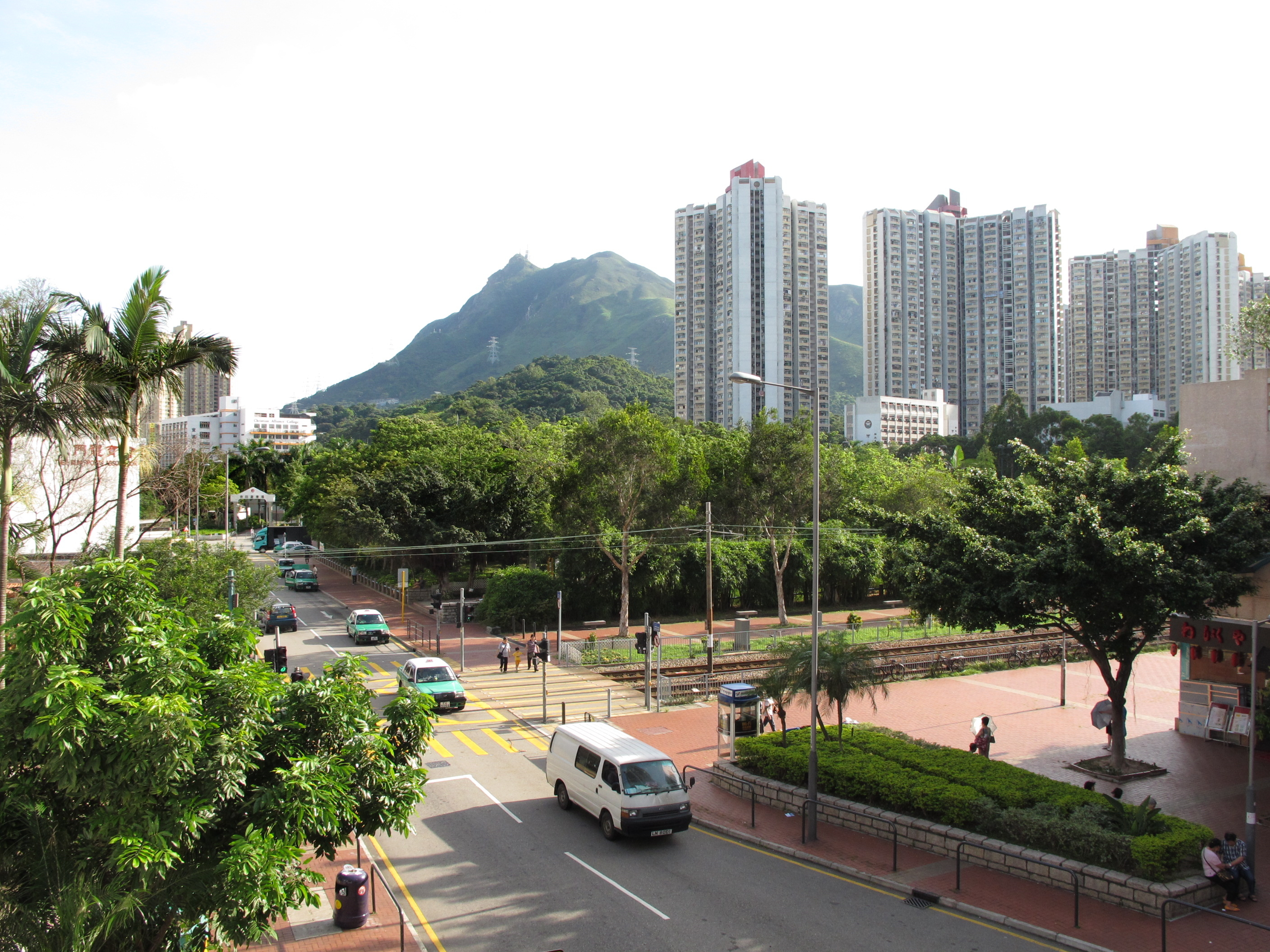
良田一帶的建築群

指湖山路以南及望后石以東之間的區域，土地是從青山灣填海得來，因屯門碼頭座落其中，所以亦稱為屯門碼頭區。當中包括湖景邨、蝴蝶邨，居屋屋苑兆山苑、兆禧苑、悅湖山莊及美樂花園，以及多個私人屋苑。該區域擁有自身的商場及其他公共設施，且距離屯門新市鎮其他區域相對較遠，蝴蝶灣常給人自成一區的感覺。
- 散石灣：

湖山路以北及皇珠路以南之間的區域，土地是從青山灣填海得來。該區範圍包括兆湖苑、新屯門中心、龍門居、富健花園及龍逸邨。
- 屯門工業區：

北起石排頭路，南至皇珠路。區內全為工業大廈，為屯門新市鎮內的工業區域，亦有住宅大興花園、翠林花園（併入大興區）及業旺邨。
- 山景：

青雲路、鳴琴路以西的區域，因山景邨座落其中而得名，主要建築還有香港專業教育學院屯門分校和楊小坑錦簇花園。
- 大興：

石排頭路與青田路之間的區域，因公共屋邨大興邨在其範圍之內而得名。該區範圍亦包括澤豐花園和卓爾居等。與屯門碼頭區類似，同樣擁有自己的圖書館、體育館、康體設施及商場，亦建有一些工業大廈。
- 良田：

青田路以北及震寰路以西的區域，為屯門新市鎮內其中一個主要的住宅區，得名於公共屋邨良景邨和田景邨，範圍亦包括建生邨、寶田邨和一些私人屋苑。
- 兆康：

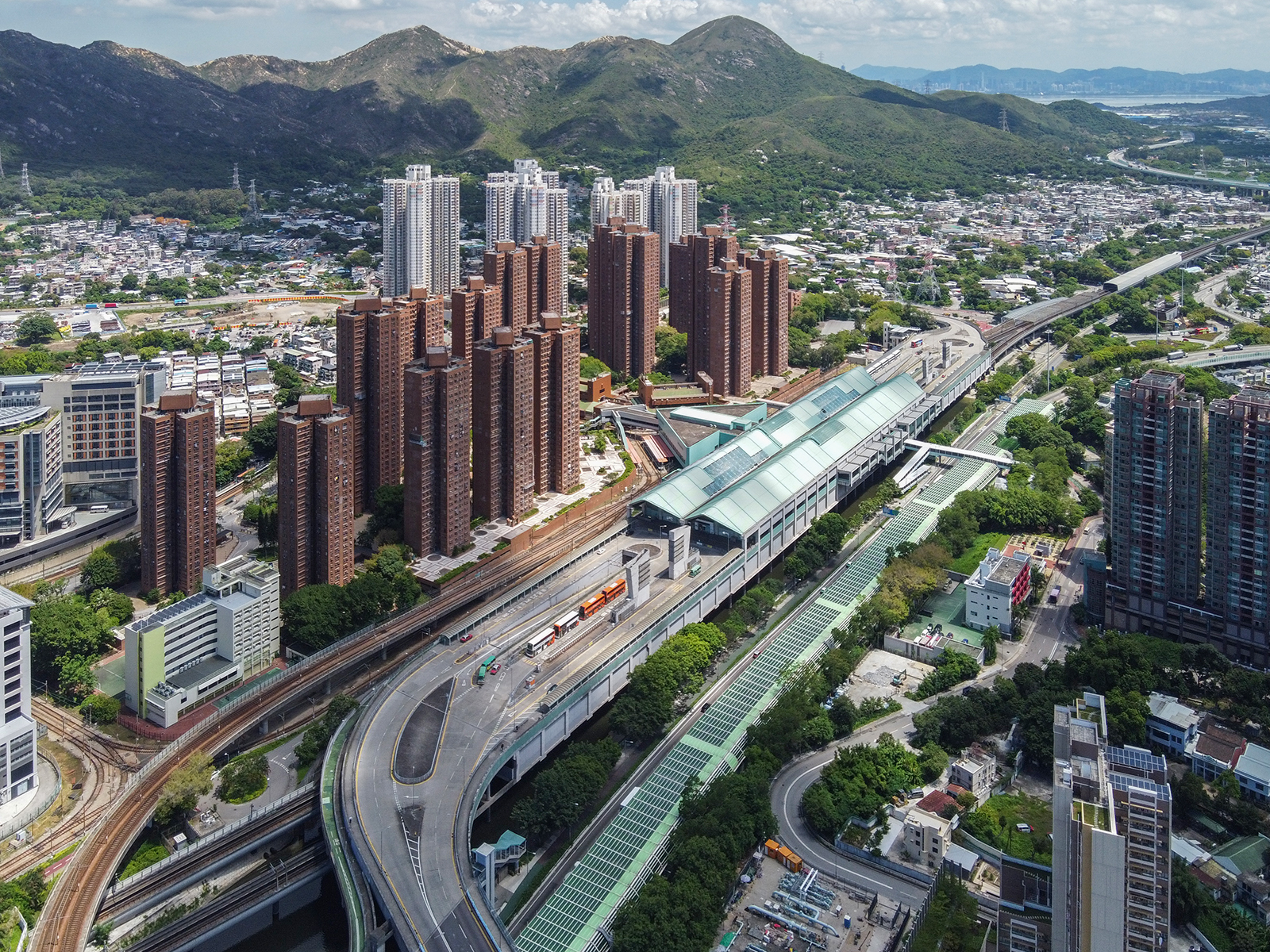
兆康苑

青田路以北及震寰路以東，北至康寶路的區域。屯門醫院、青山醫院、青松觀和兆康苑座落此區，屯馬綫兆康站亦位於兆康苑旁。有時屬第54區的欣田邨、菁田邨、和田邨和NOVO LAND會併入該區。

## 工業

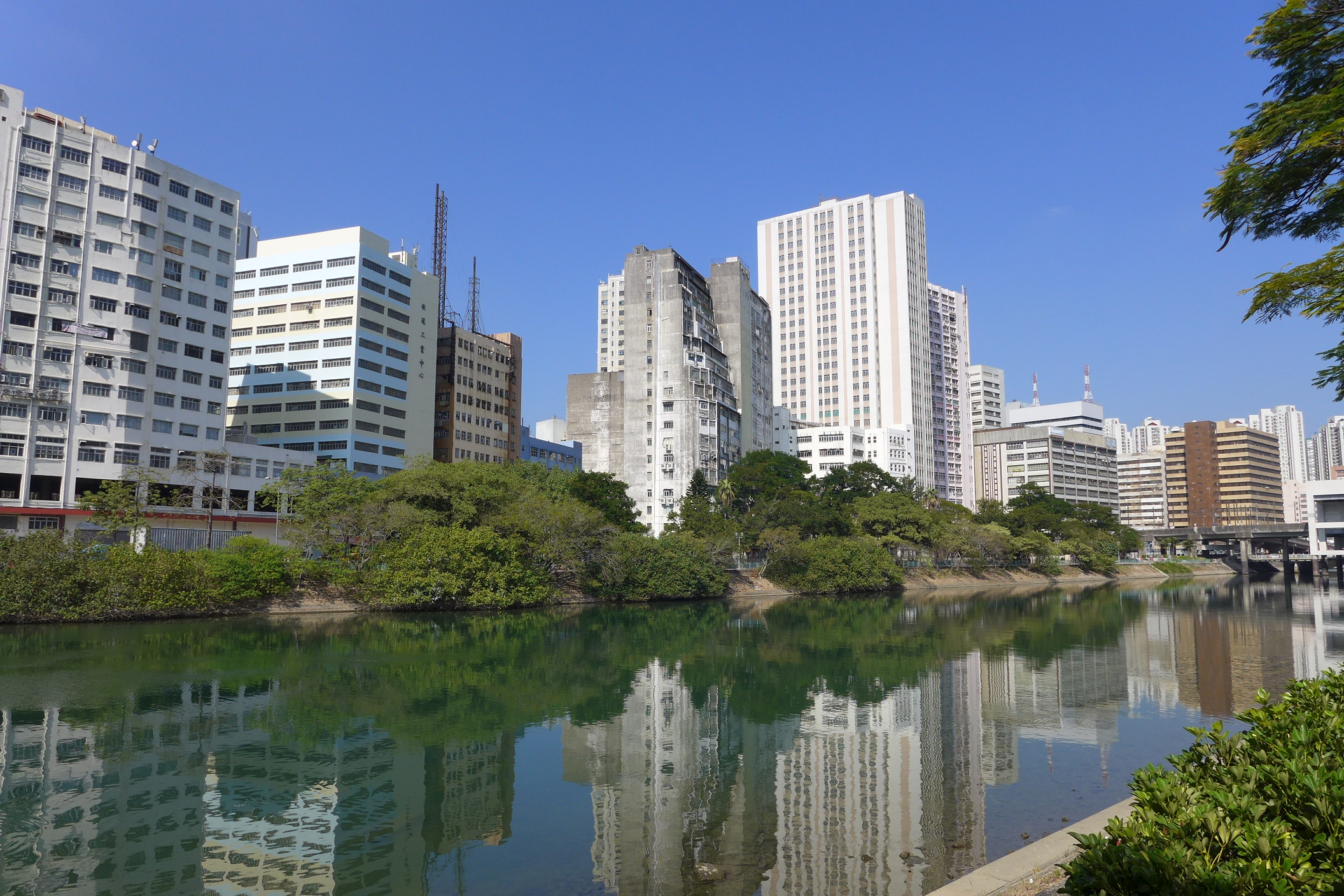
屯門工業區

屯門的工業區分為兩大部份：普通工廠主要位於屯門區的中央位置，即杯渡路及石排頭路之間及天后廟路、業旺路一帶。雖然離市區較遠，但一直以來該區都有很多公司在此，主要原因都是因為租金比市區工商物業低很多，約是中環的一半，其中最著名的乃佔香港飲品市場大比例的維他奶集團、主要奶製品公司維記牛奶、出售「福字麵」著名的統一食品、以及著名的拉鍊製造商YKK。另外位於業旺路的南豐工業城為屯門區中唯一擁有多座工業大廈的小型工業區。
除此之外，蝴蝶灣以西為「特殊工業區」，有不少貨櫃碼頭和物流設施，其中最大的乃屯門內河碼頭，位於屯門龍鼓灘，不但讓各物流公司進駐，更設有大型貨櫃場，方便接駁珠江三角洲的貨運往來。此外香港最大的英泥製造商、中華電力的青山發電廠、龍鼓灘發電廠，以及香港唯一一個環保園（回收業）也坐落此區。

## 大型商場
- V city
- NOVO walk
- 屯門市廣場
- 屯門時代廣場
- 錦薈坊
- 屯門栢麗廣場
- 黃金海岸購物商場
- 海趣坊
- 新屯門商場
- 卓爾廣場
- 愛定商場
- 華都花園商場
- 新都商場
- 建生商場
- 海麗花園購物商場
- 寶怡花園商場
- 盈豐商場
- 寶田商場
- 兆康商場
- 富泰商場
- 景峰花園商場
- 雅都商場
- 康麗花園商場
- 大興商場
- 良景廣場
- 海典軒商場
- 恒福商場
- 三聖商場
- 愛琴海岸商場
- 啟豐商場
- 兆禧苑商場
- 蝴蝶廣場

## 公共設施

### 治安部門

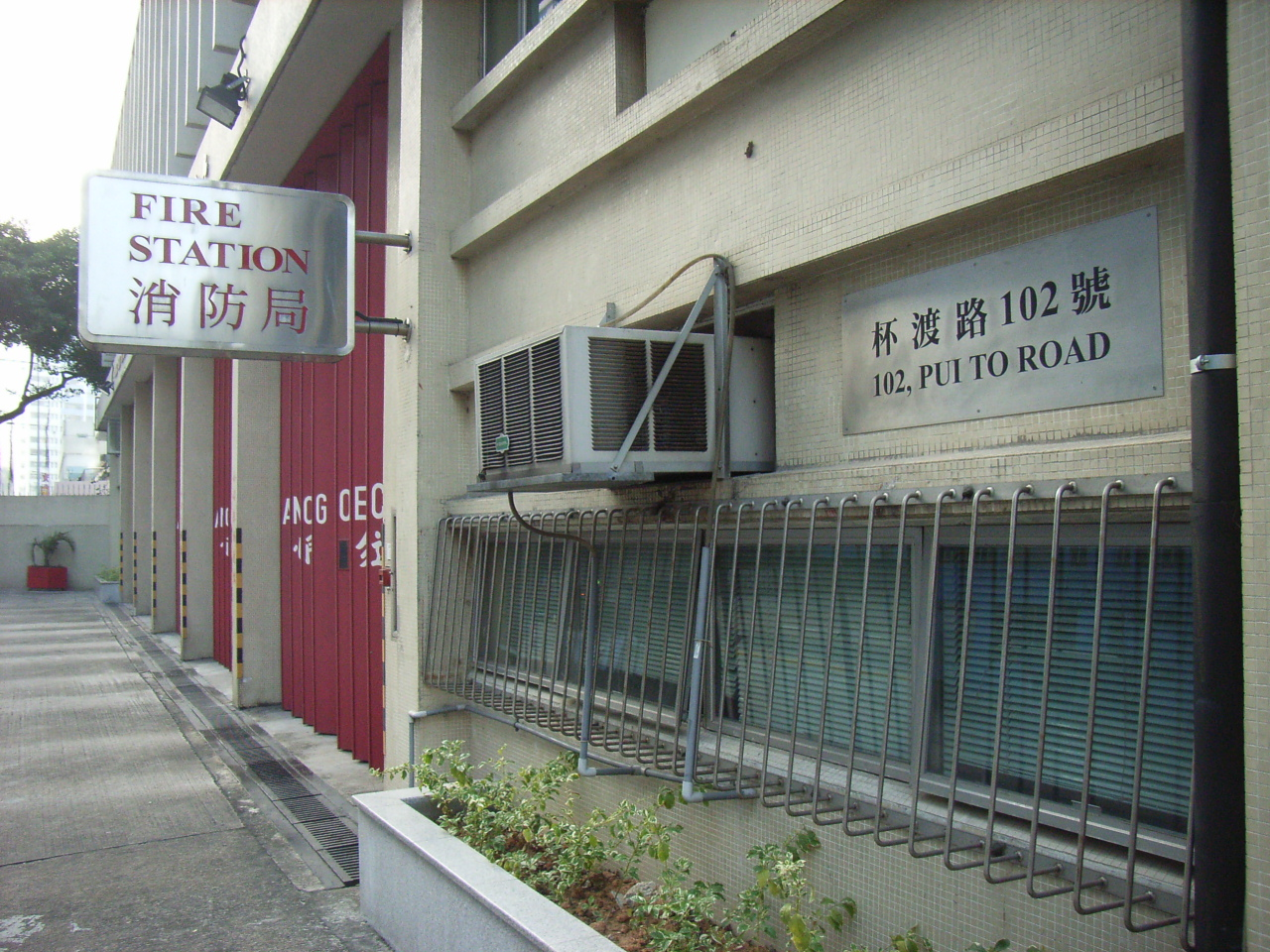
屯門消防局，位於杯渡路102號

- 屯門分區警署
- 青山分區警署
- 青山灣消防局
- 屯門消防局
- 虎地消防局
- 望后石消防局
- 大欖涌消防局
- 青山灣救護站
- 屯門救護站

### 醫療服務
- 屯門醫院
- 屯門診所
- 仁愛普通科門診診所
- 屯門湖康母嬰健康院

### 康文設施

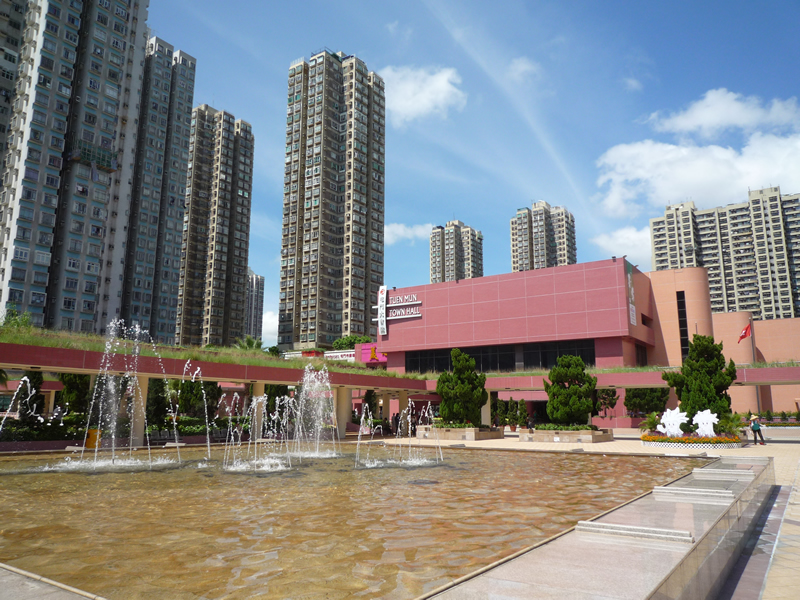
屯門大會堂

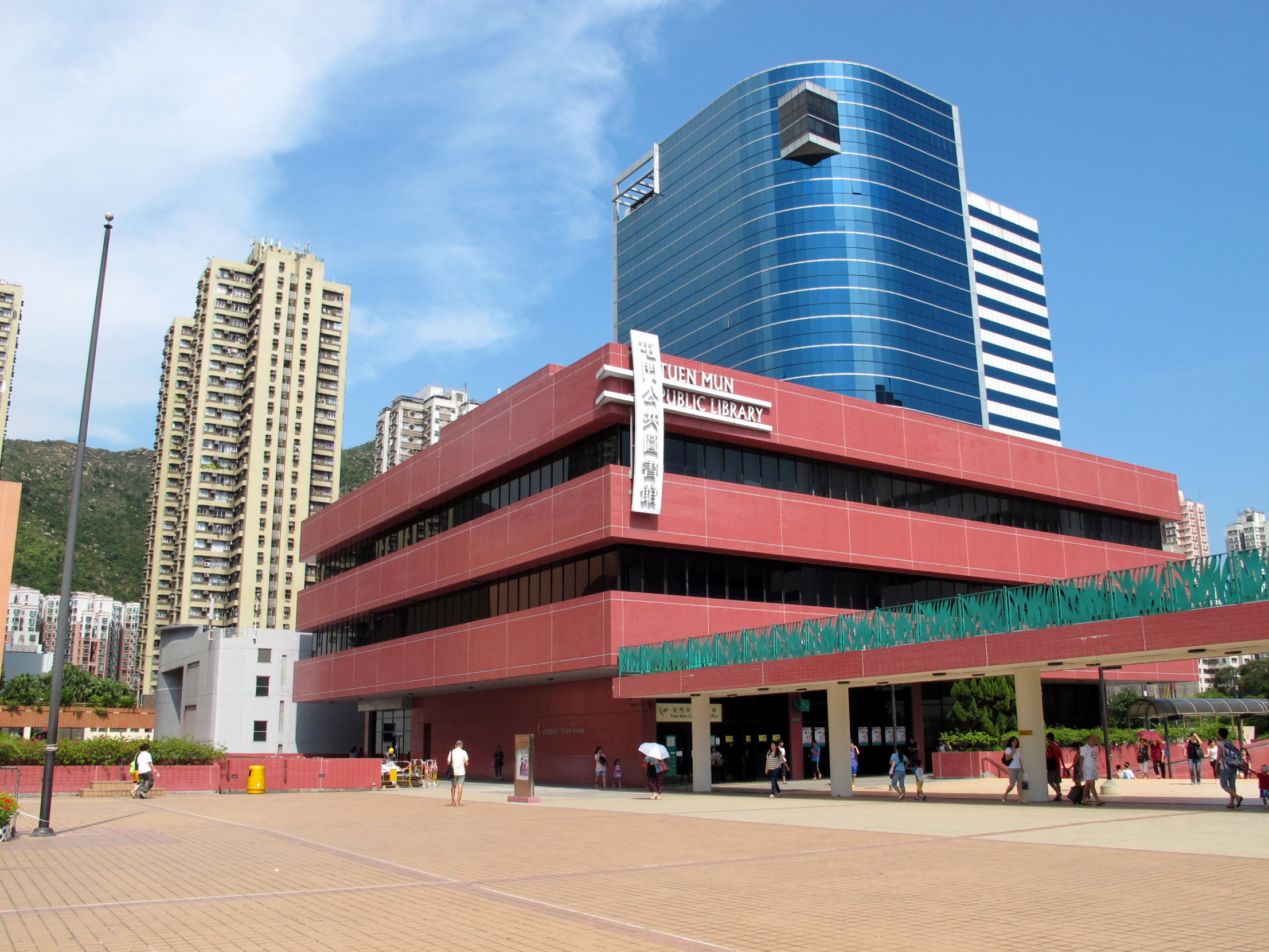
屯門公共圖書館

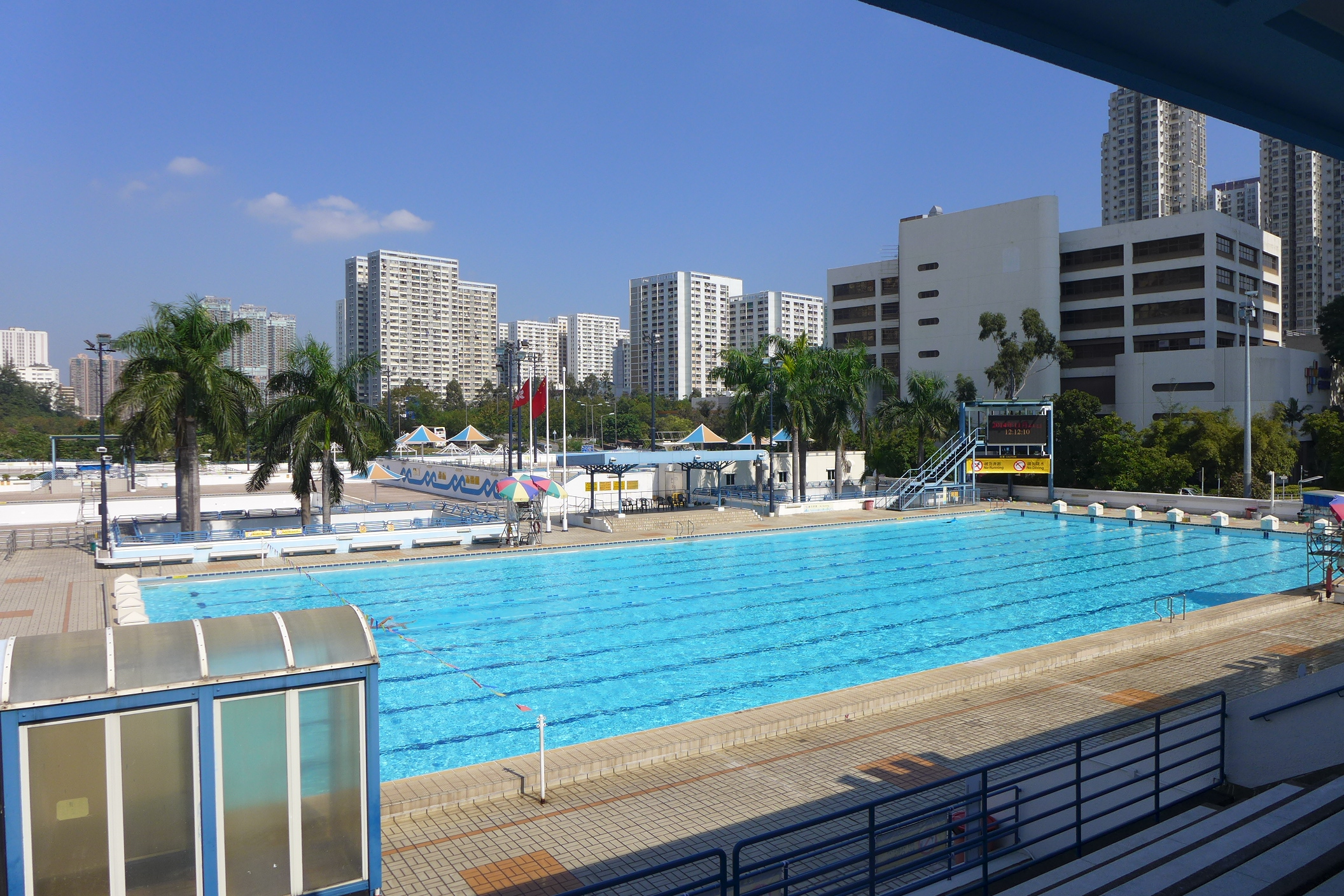
屯門游泳池

- 游泳池
  - 屯門游泳池
  - 屯門西北游泳池
  - 賽馬會仁愛堂游泳池
- 圖書館
  - 屯門公共圖書館
  - 大興公共圖書館
  - 蝴蝶邨公共圖書館
- 大會堂及文娛中心
  - 屯門大會堂
- 運動場地
  - 屯門康樂體育中心
  - 屯門高爾夫球中心
  - 屯門鄧肇堅運動場
  - 兆麟運動場
  - 屯門公眾騎術學校
- 體育館
  - 友愛體育館
  - 大興體育館
  - 良田體育館
  - 賽馬會屯門蝴蝶灣體育館

- 大型公園
  - 屯門公園
  - 湖山遊樂埸
  - 蝴蝶灣公園

### 郵政服務
- 屯門中央郵政局
- 蝴蝶郵政局
- 良景郵政局
- 大興郵政局
- 富泰郵政局

### 博彩娛樂

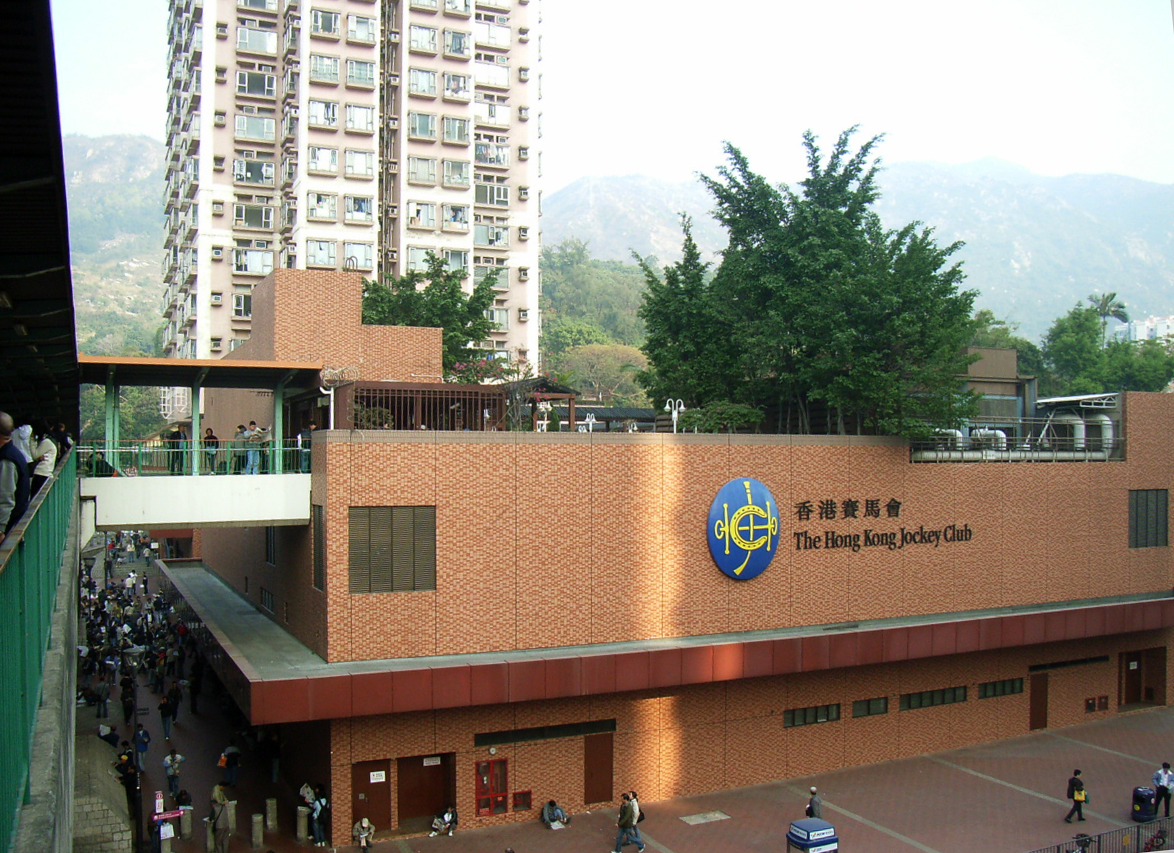
多層的香港賽馬會屯門投注站大樓

- 屯門投注處
- 建榮投注處

## 基礎建設

### 公共屋邨
- 三聖邨
- 大興邨
- 山景邨
- 湖景邨
- 良景邨
- 田景邨
- 安定邨
- 友愛邨
- 建生邨
- 富泰邨
- 蝴蝶邨
- 寶田邨
- 龍逸邨
- 欣田邨
- 菁田邨
- 和田邨
- 顯發邨
- 業旺邨

### 居者有其屋
- 兆安苑
- 兆康苑
- 兆山苑
- 兆禧苑
- 新圍苑
- 兆畦苑
- 兆隆苑
- 兆邦苑
- 兆軒苑
- 兆麟苑
- 兆翠苑
- 兆湖苑

（私人參建居屋）
- 置樂花園
- 景峰花園
- 澤豐花園
- 翠寧花園
- 悅湖山莊
- 龍門居
- 富健花園

（中等入息家庭房屋計劃）
- 美樂花園[9]

### 主要私人屋苑

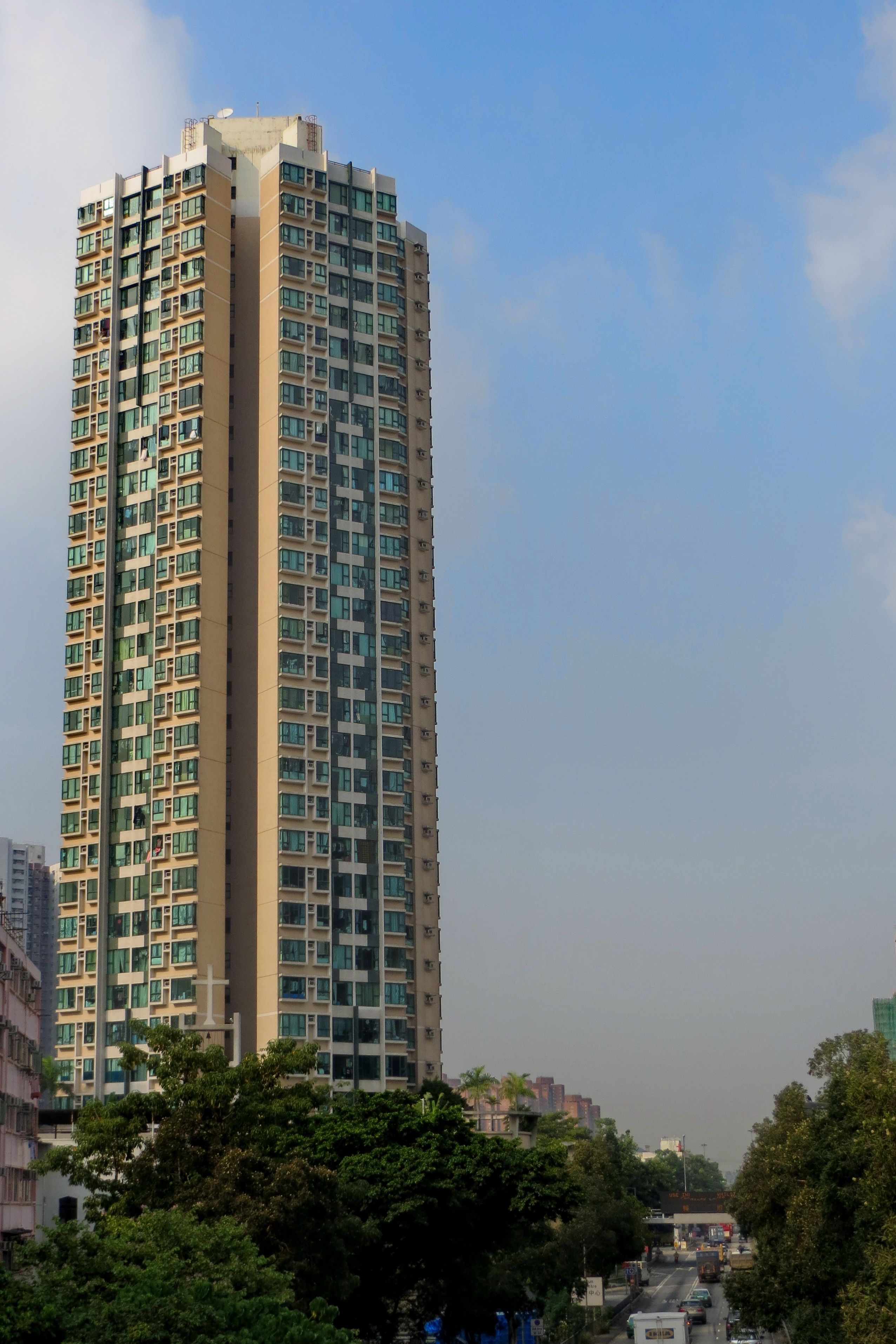
慧景閣，右下方為屯門公路。

- 慧豐園
- 慧景閣
- 啟豐園
- 盈豐園
- 卓爾居
- 海典軒
- 翠林花園
- 雅都花園
- 華都花園
- 康麗花園
- 康德花園
- 大興花園
- 恆福花園
- 海翠花園
- 錦華花園
- 錦暉花園
- 寶怡花園
- 海麗花園
- 玫瑰花園
- 偉景花園
- 怡樂花園
- 景峰豪庭
- 南浪海灣
- 黃金海岸
- 愛琴海岸
- 上源 Lepont
- 恆大·珺瓏灣
- 叠茵庭
- 倚嶺南庭
- 聚康山莊
- 彩暉花園
- 彩華花園
- 海景花園
- 邁亞美海灣
- 新屯門中心
- 屯門市廣場
- 屯門時代廣場
- 瓏門
- 嘉悅半島
- 御海灣
- NOVO LAND

## 教育
屯門新市鎮有38所中學、36小學及多間幼稚園。區內設有1995年遷入虎地的嶺南大學。區內亦有兩所大專院校，包括香港專業教育學院（屯門分校）及2016年遷入的珠海學院。
到2012年起，屯門區有國際著名學校進駐，包括哈羅香港國際學校及將於2017年9月開學的香港凱莉山國際學校，但後者最終被城規會都會規劃小組委員會否決。

## 社區問題

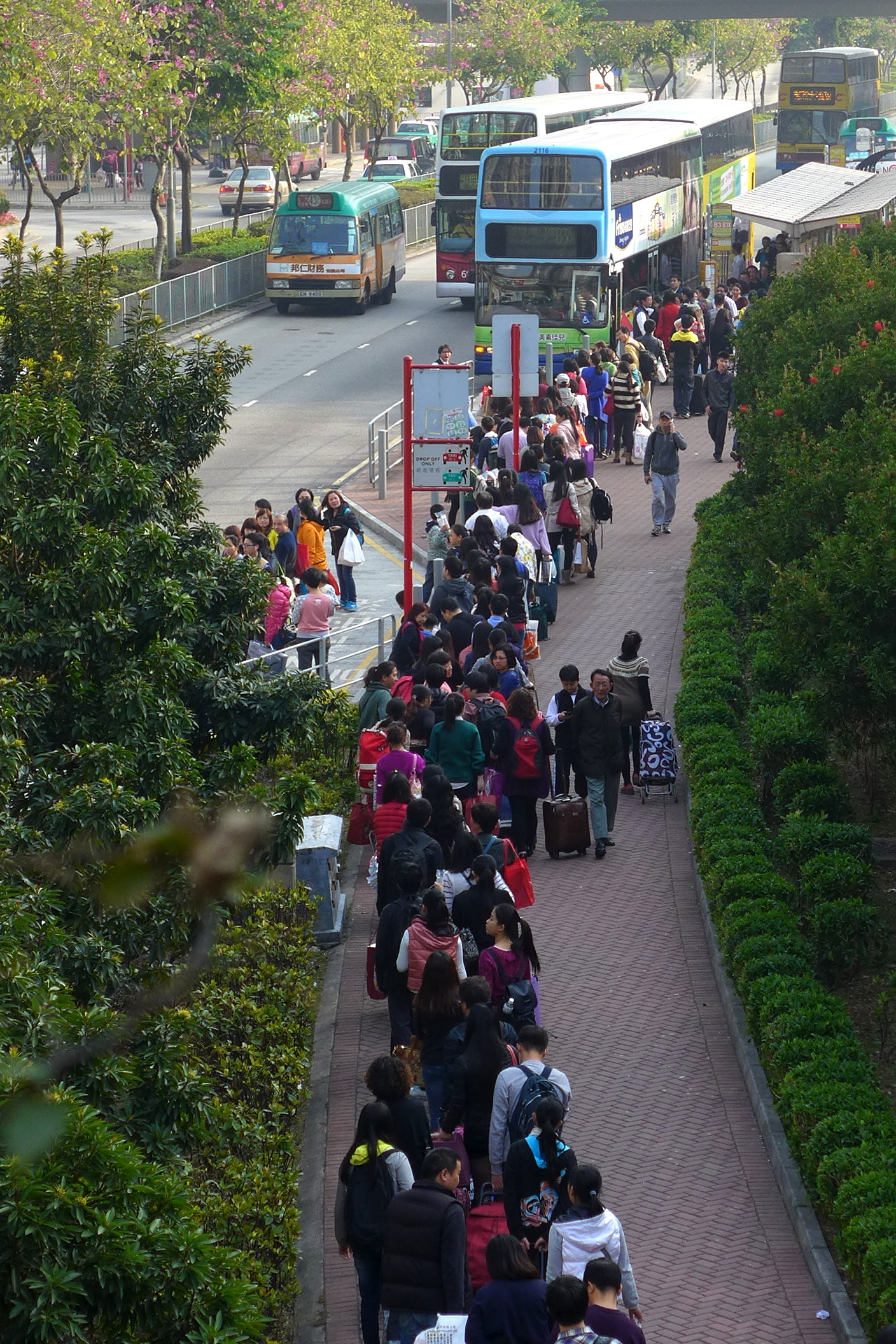
市中心的商場為求增加內地客人流，送出B3X路線城巴免費車票吸引內地客購物，使區內擠滿拖着行李篋或手推車的內地旅客或水貨客

### 交通不便
屯門的地理位置本身距離市區很遠，而且區內以至整個新界西北均缺乏就業機會，大部分居民每日均須往返市區工作。在1970年代發展新市鎮時，但其對外的主要交通網絡屯門公路尚未完工，市民只能依賴青山公路來往九龍及港島各地。當屯門公路在1983年全線通車時，又因規劃錯誤而面對嚴重的交通擠塞問題，結果經過多年的公路擴展，加上2003年西鐵綫（現稱港鐵屯馬綫）通車後，屯門對外交通問題才得到初步解決，使屯門居民有第二路線出入。然而，即使西鐵綫（現稱港鐵屯馬綫）啟用二十多年，但因屯門多個屋邨屋苑均遠離港鐵站，居民為免卻依賴輕鐵接駁之苦，加上屯門絕大部分巴士線也不如鐵路般繞經元朗，故仍大多乘搭巴士線經屯門公路往返市區，所以車流之大仍會令屯門公路負荷非常嚴重，導致在晨早及傍晚都會有交通擠塞情況。

### 內地客逼爆
自2013年起屯門新商場V city開業後，發展商新鴻基地產為求增加內地客人流，購物滿500便送出B3X路線城巴免費車票吸引內地客購物。而市中心的屯門市廣場亦跟隨做法，令深圳灣居民蜂擁跨境購物問題更趨嚴重。有關注團體在假日點算，一度有數百人排隊輪候巴士，人龍長逾100米。估計3小時內有逾12,000人滿載而歸，乘車返回深圳灣。當中逾1,800人違規攜帶大件及超重行李乘車，涉嫌違反《公共巴士服務規例》，批評城巴職員未有阻止違例水貨客上車，影響本地乘客。
巴士公司職員指，為疏導乘客，B3X線班次已加密至兩、三分鐘一班，但「都清唔晒」。城巴回應指車長雖有權拒絕攜帶過大行李的乘客上車，但同時會據實際情況來酌情處理。
而市中心商場及新墟一帶，擠滿拖着行李篋或手推車的內地旅客或水貨客，商場擠得水洩不通；有知情人士透露，水貨客是到附近工廠區的貨倉取貨。屯門區議員歐志遠表示，近月內地人湧至屯門掃貨情況明顯嚴重，當中不乏40歲以上內地師奶，她們除了購物自用，會順便帶貨回內地出售，每走一轉賺取200至300元人民幣。另一區議員陳雲生收到居民投訴，指內地客逼爆B3X巴士，港人難以登車。
居民對日常生活受干擾忍無可忍，有facebook群組號召2月8日舉行「反水貨客入侵屯門」遊行，由市中心輕鐵站橋底出發，途經B3X巴士站、新墟一帶的藥房、屯門市廣場、V city商場及工廠區等內地人出沒熱點，強烈要求巴士公司為B3X線設貨物「過磅」、及要求警方嚴正處理「泥鯭的」等問題。

### 盲搶地

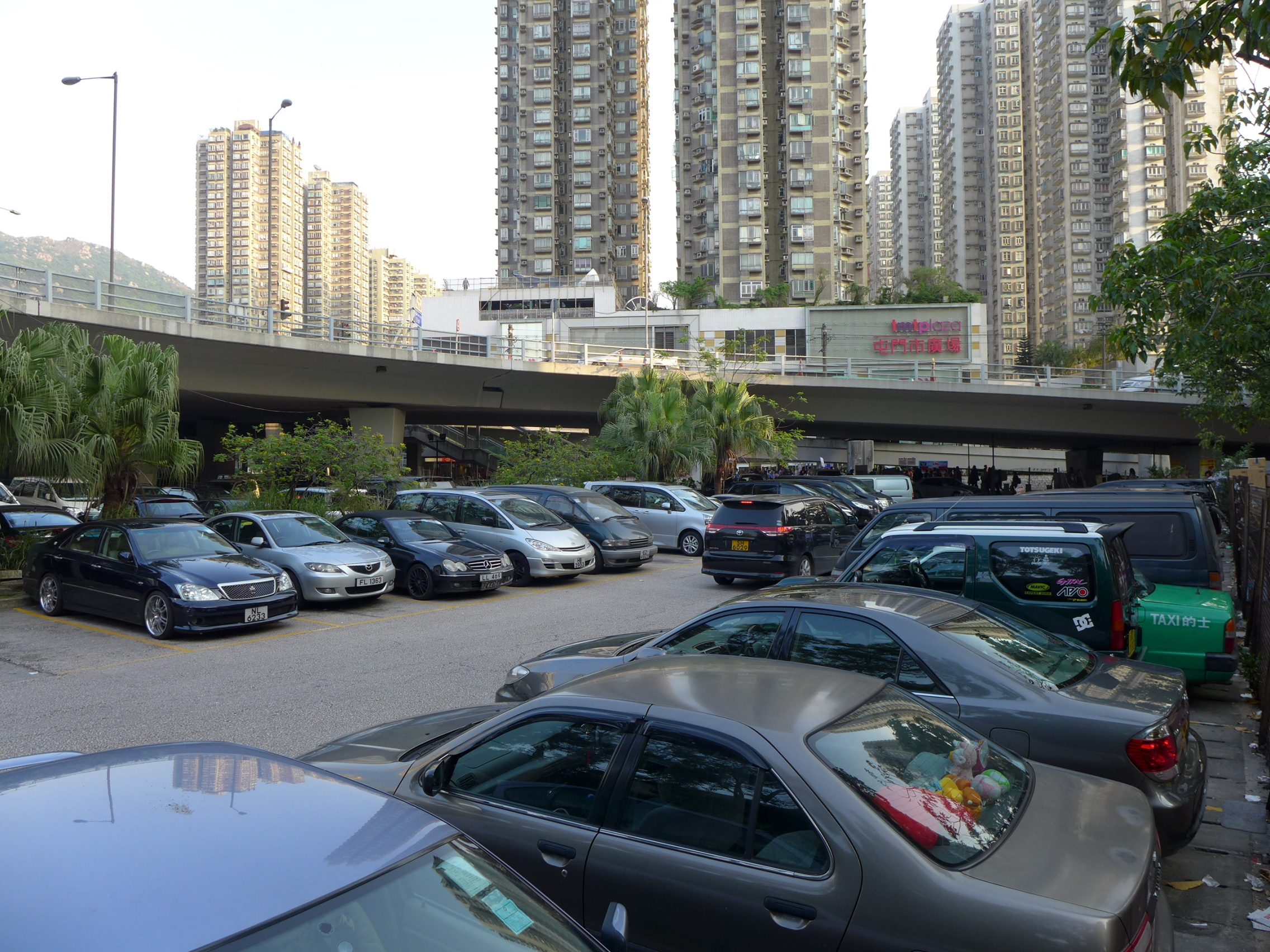
仁政街停車場「蚊型地」由資本策略持有，將可建127伙單位

2014年，區內居民及議員質疑屯門仁政街停車場「蚊型地」地皮面積極細及新墟環境擠迫，無必要用作建127伙單位，再加建住宅會令交通、環境惡化。不過規劃署表示不反對該申請。資本策略於2014年8月以4.27億元擊退26間財團，奪得限量地，樓面呎價達5,307元，媲美啟德市區限量地，比估值上限高近18%。
2015年初，政府為求滿足每年兩萬伙私樓的供應目標，建議修訂《屯門分區計劃大綱圖》，擬將屯門15幅地皮改劃為住宅用途，提供近萬伙，其中11幅地皮擬改劃為私人住宅，提供8,000伙。屯門區議員朱順雅表示，已列入今年度賣地計劃的屯門第16區恆富街及海榮路交界地皮，佔地5萬多方呎，估計可建樓面約50萬方呎，假設每個單位實用面積500方呎計，可提供1,000伙，如果獲通過改劃為住宅用途將加重區內配套負荷，批評政府漠視居民的意願。
2017年，政府把6幅位於屯門湖山路以北、天后路以南、屯興路以東、恆富街以西、顯發里以南的休憩用地，以及鄰近掃管軍營的一幅綠化地改作插針式房屋發展，提供約一萬個單位，容納約三萬人居住。其中恆富街以西一幅土地與南浪海灣距離僅約20米。區議員批評改劃是「盲搶地」，對區內交通和醫療構成很大負擔。

## 未來發展

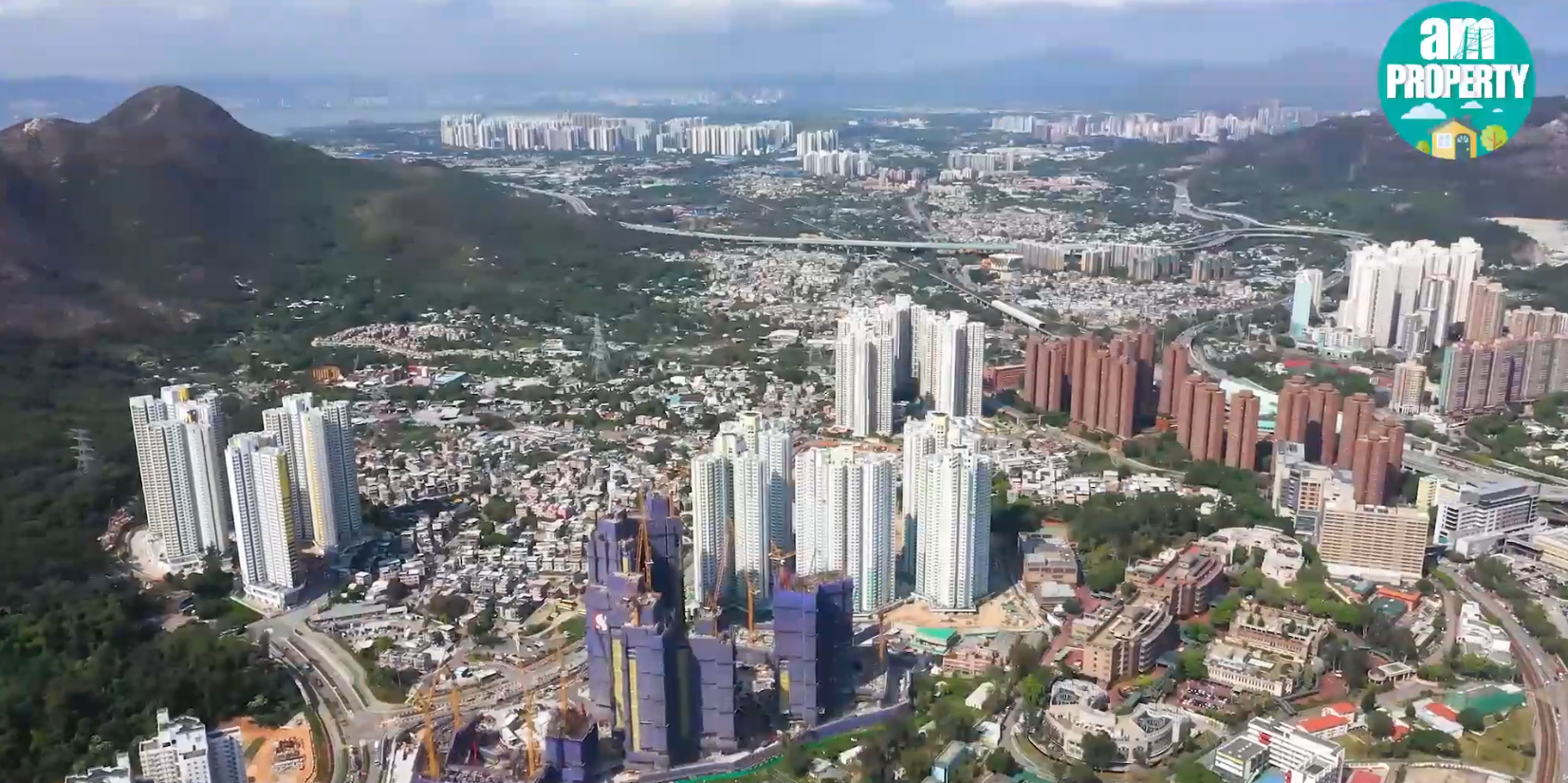
屯門新發展的54區有多個公營房屋已經入伙，私人住宅NOVO LAND正興建中

2013年，財政司司長曾俊華在《2013年至2014年度香港政府財政預算案》中提出預留屯門西第38區及第49區的10.8公頃土地用作發展物流業，打算興建2至3座樓高3至4層的物流設施，暫定2019年展開，2023年完成，可創造6,600個就業職位。加上屯門－赤鱲角隧道在2020年年底通車後，往機場只需10分鐘，未來區內有潛力優勢。
另外，屯門第54區新發展區有兩個公營房屋（和田邨及菁田邨）已經入伙，私人住宅NOVO LAND亦正興建中。而鄰近該處的藍地新慶路及康寶路兩幅土地亦將會興建大型公營房屋，預計提供2.16萬伙單位，容納約6.1萬人，料2030至2033年入伙。區內有5個綠化地改劃作公屋計劃的項目正在進行，包括湖山路以北、恆富街以西及恒順園以北的空置校舍等，興建逾萬個公營房屋單位，引起居民批評政府未有考慮目前交通及社區設施配套不足的問題，又質疑計劃是建「屏風樓」及「握手樓」。而港鐵屯門南延綫上蓋及毗鄰地亦已經批准興建8148伙單位，容納約2.2萬人。

## 外部連結
- 香港規劃署屯門新市鎮圖則（页面存档备份，存于）
- 香港便覽 新市鎮及市區的新大型發展計劃（页面存档备份，存于）
- 改建屯門